# تام چیمبرس
تام چیمبرس (انگلیسی: Tom Chambers؛ زادهٔ ۲۲ مهٔ ۱۹۷۷) بازیگر اهل بریتانیا است.
از فیلم‌ها یا برنامه‌های تلویزیونی که وی در آن نقش داشته است، می‌توان به پدر براون اشاره کرد.